# Lida

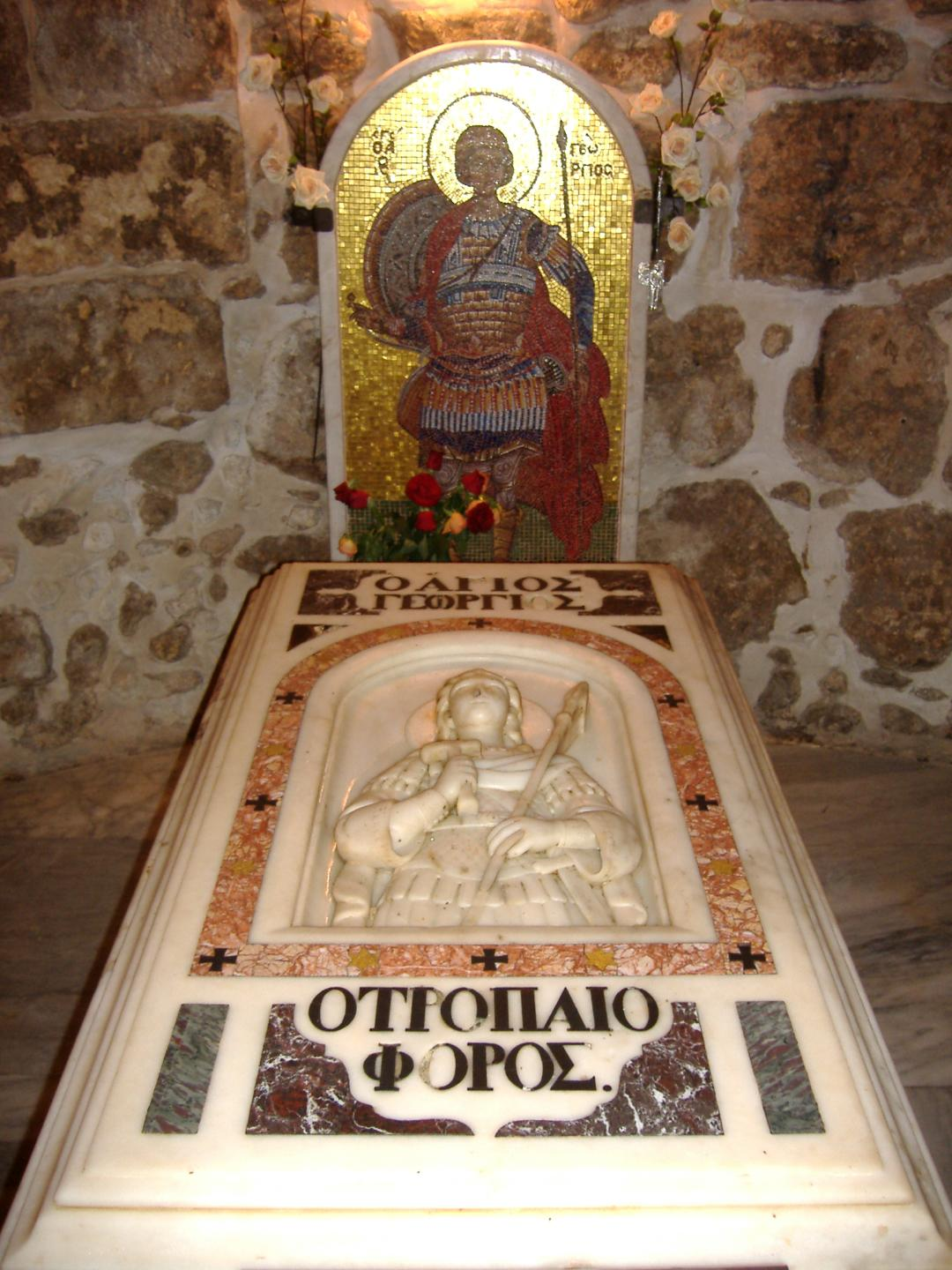
Tumba de São Jorge em Lida

Lida, cujo nome oficial em hebraico é Lod (לוֹד; em grego: Λύδδα / Διόσπολις; romaniz.: Lydda, depois Diospolis; "cidade de Zeus") é uma cidade de Israel, no distrito Central, com 77,223 habitantes em 2019. Nessa cidade encontra-se o maior aeroporto de Israel, o Aeroporto Internacional Ben Gurion. É uma das chamadas "cidades mistas" de Israel, com significativa população tanto de judeus quanto de árabes. Na cidade, encontra-se a tumba de São Jorge.

## História

### Segundo a Bíblia
Segundo a Bíblia, foi fundada por um membro da tribo judaica de Benjamim chamado Samed (1Cr 8:12). No Novo Testamento, foi cenário da cura de um paralítico efetuada por Pedro (At 9: 32-35). É a cidade onde São Jorge possivelmente nasceu (entre 256 e 285), passou a infância e a juventude. Ele era um soldado na guarda do imperador Diocleciano. Após sua morte, na cidade de Nicomédia, seus restos mortais foram transferidos para Lida pelo imperador romano Constantino I, que mandou aí construir uma igreja em memória do santo.

### Período romano
Em 200, o imperador Sétimo Severo estabeleceu uma cidade romana ali, chamando-a de Colônia Lúcia Septímia Severa Dióspolis. Depois, ela passou a ser chamada de Georgiópolis, em homenagem a São Jorge, que nasceu na cidade.

### Atualmente
Atualmente, Lida ou Lod é uma das cidades mistas de Israel, com grande população judia mas também grande número de árabes, sobretudo muçulmanos. A cidade é também um centro de turismo cristão, pois na cidade encontra-se a tumba de São Jorge.

## Geminações
Lida possui as seguintes cidades-gémeas:
- Piatra Neamţ, Roménia[1]